# Euphorbia banae
Euphorbia banae ist eine Pflanzenart aus der Gattung Wolfsmilch (Euphorbia) in der Familie der Wolfsmilchgewächse (Euphorbiaceae).

## Beschreibung
Die sukkulente Euphorbia banae bildet Sträucher bis 2 Meter Höhe aus. Aus einer verzweigten Knolle werden aufrechte Triebe gebildet, die an der Basis 2 Zentimeter Durchmesser besitzen. An den oberen Verzweigungen haben die Triebe einen Durchmesser von etwa 3 Millimeter. Die dicht beieinander stehenden Blätter befinden sich an den Zweigspitzen. Sie sind kurzlebig, lanzettlich, nahezu sitzend und werden bis 2 Zentimeter lang und 1 Zentimeter breit. Es werden schmale Nebenblattdornen bis 10 Millimeter Länge ausgebildet, die an der Basis verdickt und aufgespalten sind.
Der Blütenstand wird aus einzelnen Cymen gebildet, die an einem etwa 10 Millimeter langen Stiel stehen. Die breit eiförmigen Cyathophyllen werden 3 Millimeter breit und sind gelbgrün gefärbt. Die nickenden Cyathien werden etwa 5 Millimeter groß und die elliptischen Nektardrüsen sind gelb gefärbt. Der Fruchtknoten ist nahezu sitzend. Über die Früchte und Samen ist nichts bekannt.

## Verbreitung und Systematik
Euphorbia banae ist endemisch im Südwesten von Madagaskar im Bereich des Mahafaly-Plateau verbreitet.
Die Art steht auf der Roten Liste der IUCN und gilt als gefährdet (Vulnerable).
Die Erstbeschreibung der Art erfolgte 1993 durch Werner Rauh.